# Песье (Московская область)
Пе́сье — деревня в муниципальном округе Егорьевск Московской области России.

## География
Деревня Песье расположена в восточной части муниципального округа Егорьевск, примерно в 14 километрах к юго-востоку от города Егорьевск. В 5 километрах к северу от деревни протекает река Цна. Высота над уровнем моря 143 метра.

## Название
В письменных источниках деревня упоминается как Песье Князево (1577 год), позднее — Песье. Существуют две версии происхождения названия. Смирнов предполагает связь с псарней князя Мещёрского. Однако более вероятной, по мнению Поспелова Е. М., является вариант происхождения от древнерусского слова песь — «песок», что характеризует грунт местности, в которой расположена деревня.

## История
На момент отмены крепостного права деревня принадлежала помещику Самородскому. После 1861 года деревня вошла в состав Двоенской волости Егорьевского уезда. Приход находился в селе Завражье.
В 1926 году деревня входила в Астанинский сельсовет Двоенской волости Егорьевского уезда.
До 1994 года Астанино входило в состав Подрядниковского сельсовета Егорьевского района, а в 1994—2006 годы — Подрядниковского сельского округа.
До 2015 года входила в состав сельского поселения Юрцовское.

## Демография
В 1885 году в деревне проживало 62 человека, в 1905 году — 93 человека (48 мужчин, 45 женщин), в 1926 году — 101 человек (43 мужчины, 58 женщин). По переписи 2002 года — 12 человек (6 мужчин, 6 женщин). Население — 7 человек (2010).
| 1859 | 1868 | 1885 | 1905 | 1926 | 2002 | 2006 |
| ---- | ---- | ---- | ---- | ---- | ---- | ---- |
| 127  | ↘110 | ↘62  | ↗93  | ↗101 | ↘12  | ↘6   |
| 2010 |      |      |      |      |      |      |
| ↗7   |      |      |      |      |      |      |